# James Traill
James Hamilton Traill (ur. 2 listopada 1896, zm. 14 sierpnia 1967) – as lotnictwa australijskiego Royal Australian Air Force z 6 potwierdzonymi  zwycięstwami w I wojnie światowej.
James Hamilton Traill urodził się w Cassilis w Nowej Południowej Walii w Australii. Zaciągnął się do Armii Australijskiej 24 sierpnia 1914 roku. Po służbie w 1th Australian Light Horse Regiment, w końcu 1917 roku został przyjęty do Royal Australian Air Force do jednostki No. 1 Squadron RAAF.
Latał na samolocie Royal Aircraft Factory B.E.2 i walczył na Bliskim Wschodzie jako obserwator. Pierwsze zwycięstwo powietrzne odniósł 15 kwietnia 1918 roku z pilotem George'em Cliftonem Petersem. Ostatnie 6 zwycięstwo odniósł 22 września. Razem z Petersem odnieśli potrójne zwycięstwo 24 sierpnia.